# Szabó Ferenc (történész)
Szabó Ferenc (Orosháza, 1935. március 13. – Békéscsaba, 2021. február 16.) magyar történész, levéltáros, könyvtáros, a Békés Megyei Múzeumi Szervezet igazgatója (1982–1996). A „legszögedibb szögedi” jelzővel illették. Főbb kutatási területe a 18. és 20. század közötti Alföld múltja volt. Publikációinak a száma (könyvekkel és értekezésekkel együtt) 595 tételre tehető.

## Élete
Paraszti-polgári családban született. Az ősei a 18. század közepén Zombáról települtek be és alapítói voltak Orosháza városának. Ezenkívül ősei Csanád megyei szállal is rendelkeztek.
1951 és 1955 között a nemrég alapított Orosházi Táncsics Mihály Gimnáziumban végezte el középiskolai tanulmányait. Olyan tanárok voltak hatással rá, mint Elek László vagy Keller József. Tanulmányi eredményei se maradtak el. Az 1954/55-ös tanévben az országos tanulmányi versenyen földrajzból és történelemből is első helyen végzett. 
Később a Szegedi Tudományegyetemen végzett magyar-történelem szakon 1959-ben. Később 1961-ben ugyanitt szerzett doktori címet Bálint Sándor kezei alatt. Ő általa kezdett el érdeklődést mutatni a néprajz irányában.
1959 és 1960 között a szarvasi Vajda Péter Gimnáziumban tanított. Nagy hatással volt rá Tessedik Sámuel öröksége és a szarvasi szlovák evangélikus közösség. 1960 és 1965 között a Szegedi Állami Levéltárban dolgozott Oltvai Ferenc oldalán, akivel életre szóló barátságot kötött. Itt tanulta meg a levéltári szakma alapjait és Budapesten levéltári képesítést végzett el. 1965 és 1982 között a Gyulai Állami Levéltár (ami 1968-ban vette fel a Békés megyei Levéltár nevet) igazgatója lett. Az ő irányítása alatt a levéltár állománya sokat gazdagodott (többek között egy szakkönyvtárral) és szakmai munkája is segítette az intézmény jó hírének fenntartását. Kutatói munkáját a levéltári konferenciákon, értekezleteken is kiemelkedő volt. 1969-ben az Országos Levéltári Tanács tagja lett. 1966-ban elindította a Békési Élet című folyóiratot, amely 20 év alatt 200 írást tudott kitermelni magából.
1982-től nyugdíjazásáig a Békés Megyei Múzeumok Igazgatóságát vezeti. Az ő munkássága itt is jelentős volt. Az ő igazgatósága alatt jelent meg Kristó Gyula segítségével a Dél-alföldi Évszázadok sorozat, amiben három megye (Békés, Csongrád és Bács-Kiskun) is közreműködik. A Bibliotheca Bekesiensis kiadványsorozatot is az ő kezdeményezésére adják ki. Továbbá ő kezdeményezte a gyomai Kner Nyomdaipari Múzeum és a Vésztő-Mágor Történelmi Emlékpark létrehozását. Emellett tagja lett az Országos Múzeumi Tanácsnak és a Történelmi Társulat vezetőségének is.
1995-ben A Magyar Érdemrend tisztikeresztjével jutalmazták munkásságát. Egykori alma matere a Primus inter pares-díjban részesítette és az ismertebb öregdiákok tagja közé került. 2011-ben Orosháza képviselő-testülete a város díszpolgárának választotta.
Az utolsó éveiben sokat betegeskedett. Ez is okozta halálát 2021. február 16-án, Békéscsabán.

## Díjai, elismerései
- TIT aranykoszorús jelvénye
- HNF kiváló társadalmi munkáért jelvénye
- HNF honismereti jubileumi plakettje
- Kiváló Népművelő cím
- Munka Érdemrend ezüst fokozata
- Szabó Ervin-emlékérem (1979)
- A Magyar Köztársaság Érdemrend tisztikeresztje (1995)
- Móra Ferenc-díj (2005)
- Oltvai Ferenc-díj
- Táncsics Mihály Gimnázium Primus inter pares-díja
- Orosháza város díszpolgára (2011)

## Szervezeti tagságai
- Országos Levéltári Tanács
- Országos Múzeumi Tanács
- Magyar Történelmi Társulat
- Szegedi Akadémiai Bizottság Történettudományi Szakbizottság
- MTA Történettudományi Bizottság
- Áchim Emlékbizottság